# Marco Antonio Mandruzzato
Marco Antonio Mandruzzato (Treviso, 16 maggio 1923 – Milano, 31 ottobre 1969) è stato uno schermidore italiano, specializzato nella spada. Ha vinto una medaglia d'argento nella scherma ai Giochi olimpici.

## Palmarès
In carriera ha ottenuto i seguenti risultati:

### Giochi olimpici
Individuale
A squadre
- Argento nella spada a Londra 1948

### Mondiali
Individuale
A squadre
- Oro nella spada a Il Cairo 1949